# Koparion
Koparion là một chi khủng long, được Chure mô tả khoa học năm 1994.